# Vallesvilles
Vallesvilles (okzitanisch: Bèlasvilas) ist eine französische Gemeinde mit 439 Einwohnern (Stand: 1. Januar 2022) im Département Haute-Garonne  in der Region Okzitanien. Sie gehört zum Arrondissement Toulouse und zum Kanton Revel. Die Einwohner werden Vallesvillois genannt.

## Geographie
Vallesvilles liegt etwa 15 Kilometer östlich von Toulouse in der Landschaft Lauragais am Oberlauf der Sausse. Umgeben wird Vallesvilles von den Nachbargemeinden Gauré im Norden, Bourg-Saint-Bernard im Osten, Lanta im Süden, Saint-Pierre-de-Lages im Süden und Südwesten sowie Drémil-Lafage im Westen und Nordwesten.

## Bevölkerungsentwicklung
| Jahr                       | 1962 | 1968 | 1975 | 1982 | 1990 | 1999 | 2006 | 2012 | 2020 |
| Einwohner                  | 200  | 194  | 205  | 215  | 332  | 291  | 324  | 377  | 441  |
| Quellen: Cassini und INSEE |      |      |      |      |      |      |      |      |      |

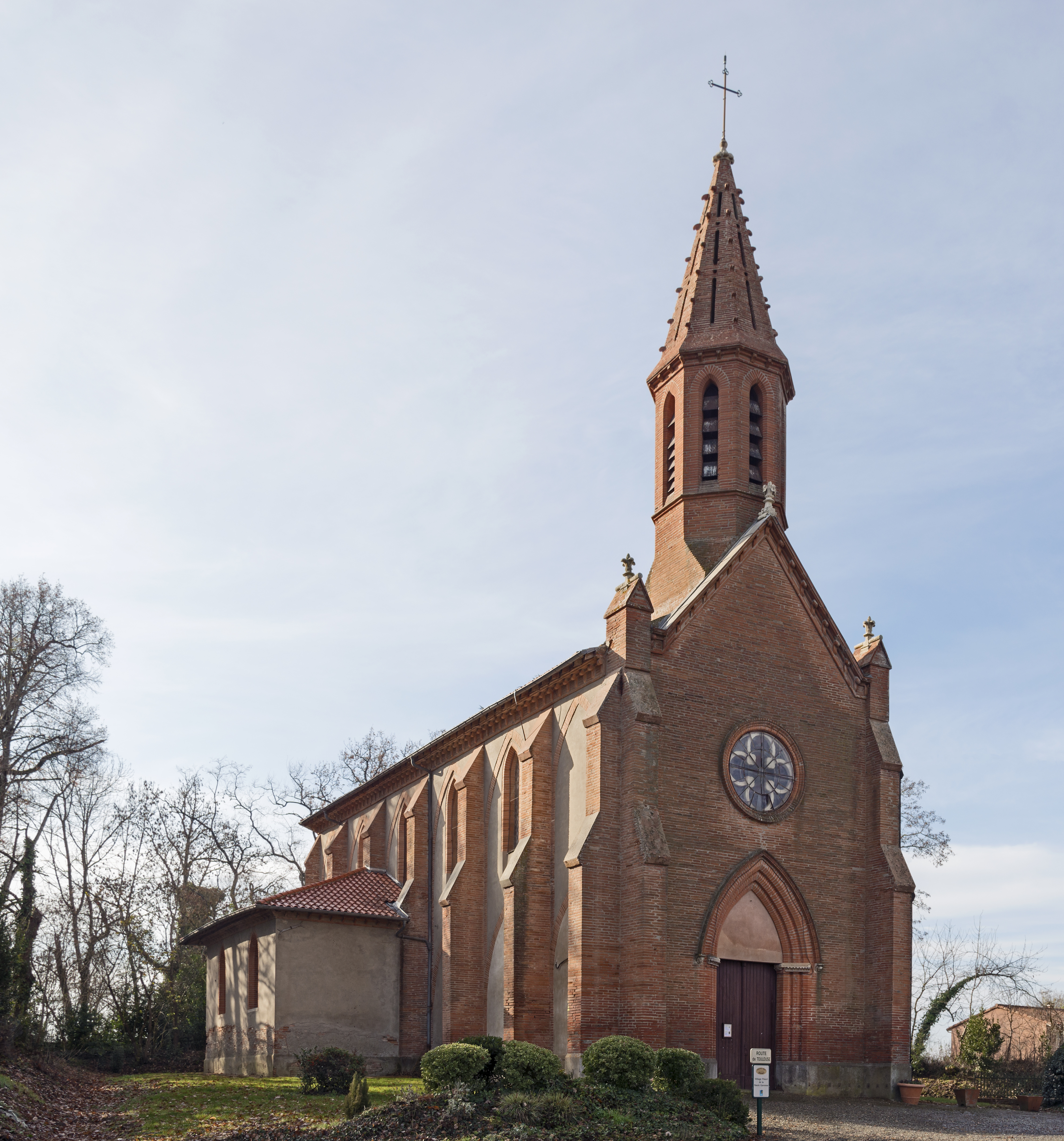
Kirche St. Martin
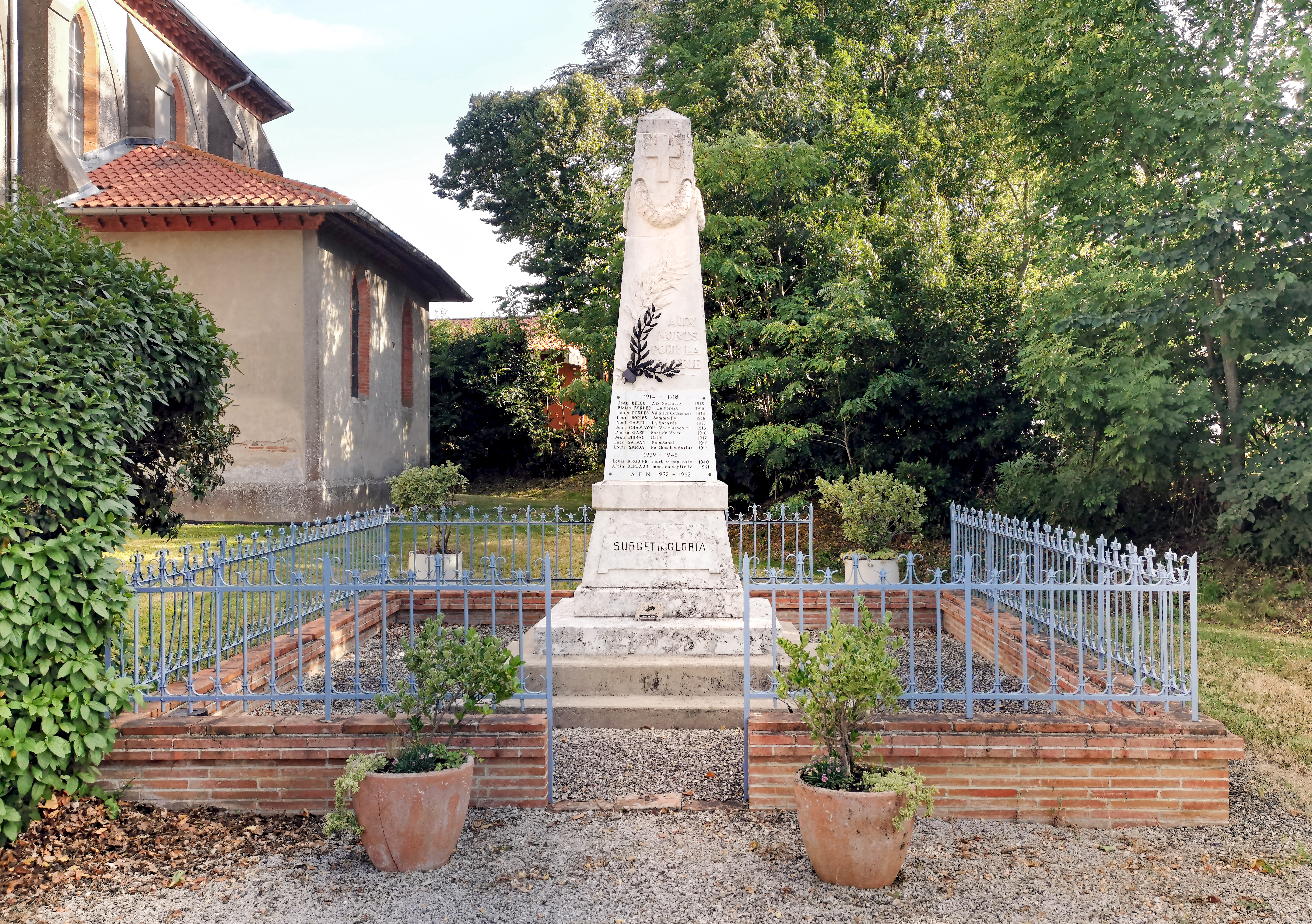
Gefallenendenkmal

## Persönlichkeiten
- Joseph de Caffarelli (1760–1845), Vizeadmiral